# Bellore Sangala
Bellore Sangala (sinh ngày 2 tháng 1 năm 1995) là một vận động viên bơi lội đến từ Cộng hòa Congo. Cô đã tham dự Thế vận hội Mùa hè 2016 trong cuộc đua tự do 50 mét nữ; Thời gian 33,71 giây của cô ấy trong thời gian nóng bỏng không đủ điều kiện cho cô ấy vào bán kết.